# Никарагва на Светском првенству у атлетици на отвореном 2017.
Никарагва је учествовала на 16. Светском првенству у атлетици на отвореном 2017. одржаном у Лондону од 4. до 13. августа шеснаести пут, односно учествовала је на свим првенствима до данас. Представљао ју је један атлетичар који се такмичио у трци на 1.500 метара.,.
На овом првенству такмичар Никарагве није освојио ниједну медаљу, али је остварио најбољи лични резултат сезоне.

## Учесници
Мушкарци:
- Ерик Родригез — 1.500 м

## Резултати

### Мушкарци
| Атлетичар     | Дисциплина | Лични рекорд | Квалификације | Квалификације | Полуфинале           | Полуфинале           | Финале               | Финале       | Детаљи |
| Атлетичар     | Дисциплина | Лични рекорд | Резултат      | Место         | Резултат             | Место                | Резултат             | Место        | Детаљи |
| ------------- | ---------- | ------------ | ------------- | ------------- | -------------------- | -------------------- | -------------------- | ------------ | ------ |
| Ерик Родригез | 1.500 м    | 3:49,64 НР   | 3:52,35 ЛРС   | 14. у гр. 3   | Није се квалификовао | Није се квалификовао | Није се квалификовао | 39 / 40 (45) |        |